# جارد بال
جارد بال (بالإنجليزية: Jared Ball)‏ هو سياسي أمريكي، ولد في 1971.